# 1991년 토론토 국제 영화제
제16회 토론토 국제 영화제는 1991년 9월 5일에 열린 시상식이다. 1991년 9월 5일부터 9월 14일까지 캐나다 온타리오주 토론토에서 열렸다. 조디 포스터의 감독 데뷔작인 <꼬마 천재 테이트>가 영화제 갈라 프레젠테이션에서 첫 공개됐다.

## 수상 및 후보

### 관객상
- 피셔 킹 - 테리 길리엄 수상

### FIPRESCI-상
- 아이다호 - 구스 반 산트 수상